# Cane di Giava
Il cane di Giava è un cane tipo levriero tipico dell'isola di Giava.
Questo cane viene usato sull'isola per la caccia del Muntiacus muntjak o muntiaco della Sonda; un Cervidae che vive nella penisola malese e nelle isole di Sumatra, Giava, Borneo e Bali.
Il cane di Giava non va confuso con il più raro Dingo di Giava.